# Grosbliederstroff
Grosbliederstroff (Duits:Großblittersdorf) is een gemeente in het Franse departement Moselle in de in de regio Grand Est en maakt deel uit van het arrondissement Sarreguemines. De gemeente telde 3.322 inwoners op 1 januari 2022.

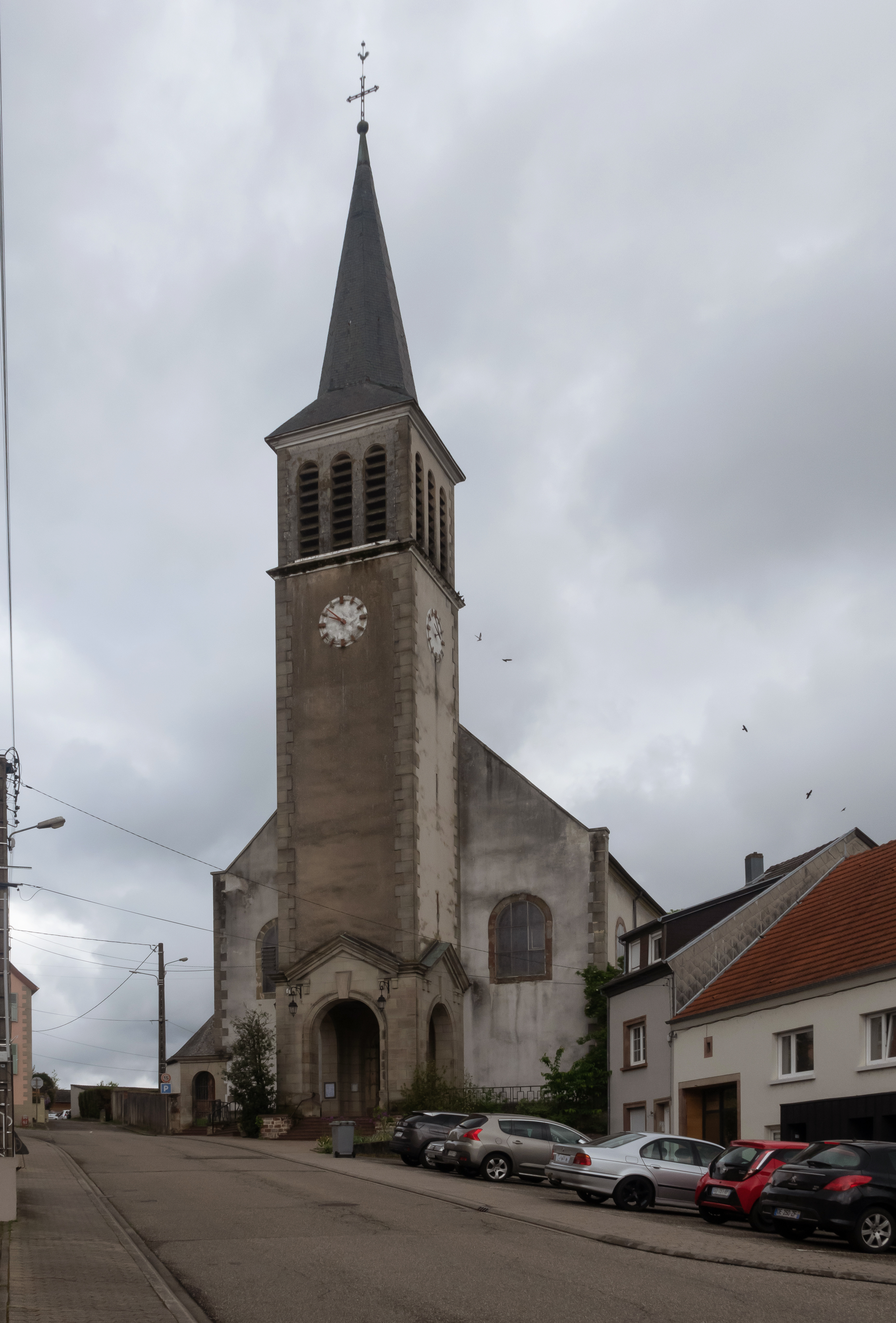
Kerk: l'église Saint-Innocent

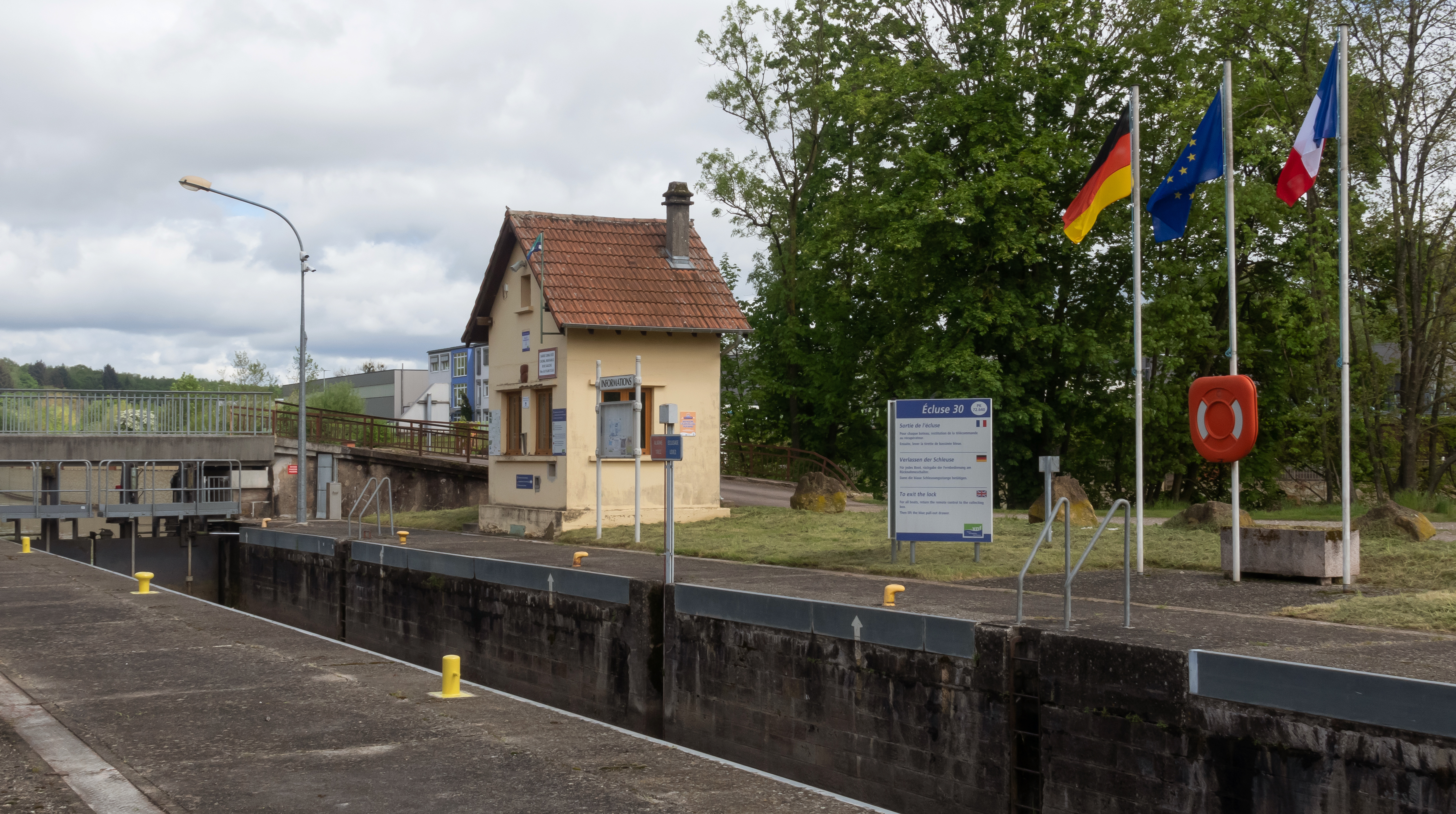
Grossbliederstroff, sluis

## Geschiedenis
De gemeente maakte tot 2015 deel uit van het kanton Sarreguemines-Campagne. Toen het kanton op 22 maart 2015 werd opgeheven werd Grosbliederstroff opgenomen in het kanton Sarreguemines.

## Geografie
De oppervlakte van Grosbliederstroff bedraagt 13,07 vierkante kilometer; Op 1 januari 2022 was de bevolkingsdichtheid 254,2 inwoners per km².
Grosbliederstroff is een gedeelde plaats en ligt tegen de Duitse grens en grenst aan het Duitse Kleinblittersdorf.

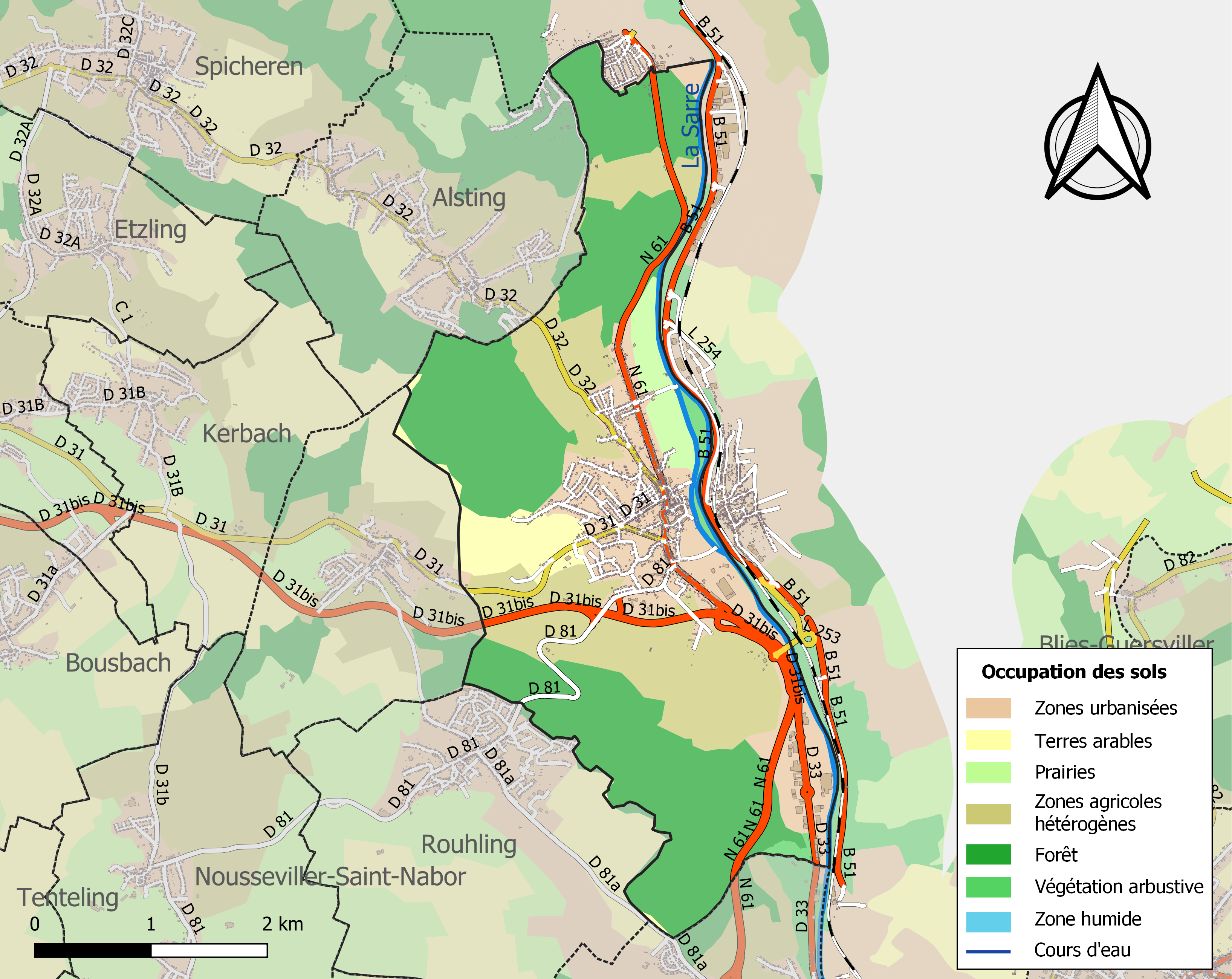
Kaart van de gemeente met de belangrijkste infrastructuur, bodemgebruik en omliggende gemeenten

## Demografie
Onderstaande figuur toont het verloop van het inwonertal.
Bliesbruck · Blies-Ébersing · Blies-Guersviller · Frauenberg · Grosbliederstroff · Hambach · Hundling · Ippling · Kalhausen · Lixing-lès-Rouhling · Neufgrange · Rémelfing · Rouhling · Sarreguemines · Sarreinsming · Wiesviller · Willerwald · Wittring · Wœlfling-lès-Sarreguemines · Zetting